# Revaz Chelebadze
Revaz Chelebadze, in georgiano რევაზ ჩელებაძე?, in russo Реваз Владимирович Челебадзе?, Revaz Vladimirovič Čelebadze (Kobuleti, 2 ottobre 1955), è un ex calciatore sovietico dal 1991 georgiano, di ruolo attaccante.

## Statistiche

### Cronologia presenze e reti in Nazionale
| Cronologia completa delle presenze e delle reti in nazionale ― Unione Sovietica | Cronologia completa delle presenze e delle reti in nazionale ― Unione Sovietica | Cronologia completa delle presenze e delle reti in nazionale ― Unione Sovietica | Cronologia completa delle presenze e delle reti in nazionale ― Unione Sovietica | Cronologia completa delle presenze e delle reti in nazionale ― Unione Sovietica | Cronologia completa delle presenze e delle reti in nazionale ― Unione Sovietica | Cronologia completa delle presenze e delle reti in nazionale ― Unione Sovietica | Cronologia completa delle presenze e delle reti in nazionale ― Unione Sovietica |
| Data                                                                            | Città                                                                           | In casa                                                                         | Risultato                                                                       | Ospiti                                                                          | Competizione                                                                    | Reti                                                                            | Note                                                                            |
| ------------------------------------------------------------------------------- | ------------------------------------------------------------------------------- | ------------------------------------------------------------------------------- | ------------------------------------------------------------------------------- | ------------------------------------------------------------------------------- | ------------------------------------------------------------------------------- | ------------------------------------------------------------------------------- | ------------------------------------------------------------------------------- |
| 07/09/1977                                                                      | Volgograd                                                                       | Unione Sovietica                                                                | 4 – 1                                                                           | Polonia                                                                         | Amichevole                                                                      | -                                                                               | 75’                                                                             |
| 08/10/1977                                                                      | Parigi                                                                          | Francia                                                                         | 0 – 0                                                                           | Unione Sovietica                                                                | Amichevole                                                                      | -                                                                               | 62’                                                                             |
| 26/03/1980                                                                      | Sofia                                                                           | Bulgaria                                                                        | 1 – 3                                                                           | Unione Sovietica                                                                | Amichevole                                                                      | 2                                                                               |                                                                                 |
| 29/04/1980                                                                      | Malmö                                                                           | Svezia                                                                          | 1 – 5                                                                           | Unione Sovietica                                                                | Amichevole                                                                      | 1                                                                               | 65’                                                                             |
| 23/05/1980                                                                      | Mosca                                                                           | Unione Sovietica                                                                | 1 – 0                                                                           | Francia                                                                         | Amichevole                                                                      | -                                                                               |                                                                                 |
| 15/06/1980                                                                      | Rio de Janeiro                                                                  | Brasile                                                                         | 1 – 2                                                                           | Unione Sovietica                                                                | Amichevole                                                                      | -                                                                               | 66’                                                                             |
| 12/07/1980                                                                      | Mosca                                                                           | Unione Sovietica                                                                | 2 – 0                                                                           | Danimarca                                                                       | Amichevole                                                                      | -                                                                               | 76’                                                                             |
| Totale                                                                          |                                                                                 | Presenze                                                                        | 7                                                                               |                                                                                 | Reti                                                                            | 3                                                                               |                                                                                 |

## Palmarès

### Club
- Campionato sovietico: 1

Dinamo Tbilisi: 1978
- Coppe sovietiche: 2

Dinamo Tbilisi: 1976, 1979

### Nazionale
- Bronzo olimpico: 1

Mosca 1980